# Anastassija Rjemjen
Anastasija Wolodymyriwna Rjemjen (ukrainisch Анастасія Володимирівна Рємєнь, engl. Transkription Anastasiya Ryemyen; * 20. April 1993 in Kolomyja als Anastasija Tkatschuk ukrainisch Ткачук, englisch Tkachuk) ist eine ukrainische Leichtathletin, die im Mittelstreckenlauf antritt und sich auf die 800 Meter spezialisiert hat.

## Karriere
Erste internationale Erfahrungen sammelte Anastassija Rjemjen im Jahr 2009, als sie bei den Jugendweltmeisterschaften in Brixen im 800-Meter-Lauf mit 2:13,24 min im Halbfinale ausschied und anschließend beim Europäischen Olympischen Jugendfestival (EYOF) in Tampere in 2:09,94 min den vierten Platz belegte. Im Jahr darauf startete sie bei den erstmals ausgetragenen Olympischen Jugendspielen in Singapur und wurde dort in 2:45,96 min Vierte. 2011 siegte sie bei den Junioreneuropameisterschaften in Tallinn in 2:02,73 min über 800 Meter und im Jahr darauf belegte sie bei den Juniorenweltmeisterschaften in Barcelona in 2:04,92 min den vierten Platz, während sie mit der ukrainischen 4-mal-400-Meter-Staffel in 3:37,02 min als Vierte nur knapp eine Medaille verpasste. 2013 belegte sie bei den U23-Europameisterschaften in Tampere in 2:05,22 min den sechsten Platz über 800 Meter und wurde mit der ukrainischen Staffel in 3:31,14 min Vierte. 2014 qualifizierte sie sich für die Europameisterschaften in Zürich und kam dort mit 2:06,89 min nicht über die erste Runde hinaus.
2015 gewann sie bei den U23-Europameisterschaften in Tallinn in 2:00,43 min die Silbermedaille über 800 Meter hinter der Französin Rénelle Lamote und belegte mit der Staffel in 3:32,86 min den fünften Platz. Bei der Team-Europameisterschaft belegte sie für die Ukraine Platz 3 und qualifizierte sich für die Weltmeisterschaften in Peking, bei denen sie mit 2:01,07 min aber in der Vorrunde ausschied. Im Jahr darauf startete sie bei den Hallenweltmeisterschaften in Portland, kam aber auch dort mit 2:02,60 min nicht über die Vorrunde hinaus. Anschließend erreichte sie bei den Europameisterschaften in Amsterdam das Halbfinale und schied dort mit 2:01,91 min aus. Auch bei den Halleneuropameisterschaften im Jahr darauf in Belgrad schied sie mit 2:05,78 min im Halbfinale aus. 2021 erreichte sie dann bei den Balkan-Hallenmeisterschaften in Istanbul nach 2:08,18 min Rang fünf. Ende Juni gewann sie bei den Freiluftmeisterschaften in Smederevo in 2:04,78 min die Bronzemedaille über 800 m sowie in 3:39,53 min auch in der 4-mal-400-Meter-Staffel.
2017 wurde Rjemjen ukrainische Meisterin im 800-Meter-Lauf. Zudem wurde sie 2016 Hallenmeisterin in der 4-mal-400-Meter-Staffel sowie 2017 im 1500-Meter-Lauf.

## Persönliche Bestleistungen
- 800 Meter: 2:00,21 min, 1. August 2015 in Kirowohrad
  - 800 Meter (Halle): 2:01,57 min, 12. Februar 2017 in Metz
- 1000 Meter: 2:37,48 min, 28. Juli 2016 in Sopot
  - 1000 Meter (Halle): 2:45,14 min, 7. Februar 2013 in Eaubonne
- 1500 Meter: 4:11,23 min, 13. Juli 2016 in Lüttich
  - 1500 Meter (Halle): 4:14,58 min, 17. Januar 2017 in Saporischschja